# Anthem of Our Dying Day
(Story of the Year - Anthem of Our Dying Day)
Anthem of Our Dying Day è il secondo singolo della band emo Story of the Year, contenuto nell'album Page Avenue.
Il singolo è arrivato alla posizione numero cinque nella classifica "Modern Rock Tracks" stilata dalla rivista Billboard.

## Tracce
1. Anthem of Our Dying Day – 3:40
2. The Heart of Polka Is Still Beating – 3:45
3. Sidewalks (Acustica) – 3:34

## Formazione
- Dan Marsala – voce
- Philip Sneed – chitarra acustica, ritmica e cori
- Ryan Phillips – chitarra solista
- Adam Russell – basso
- Josh Wills – batteria